# 喻文龍
喻文龍，浙江山阴縣（今屬绍兴市）人。明初官員。
洪武四年（1371年）辛亥，明朝首開會試，喻文龍考中吴伯宗榜三甲進士。官陕西扶风縣縣丞。